# Адміністративний устрій Смілянського району
Адміністративний устрій Смілянського району — адміністративно-територіальний поділ Смілянського району Черкаської області на 4 сільські громади та 11 сільських рад, які об'єднують 37 населених пунктів та підпорядковані Смілянській районній раді. Адміністративний центр — місто Сміла, що є містом обласного значення та до складу району не входить.

## Список громадСмілянського району
- Балаклеївська сільська громада
- Березняківська сільська громада
- Ротмістрівська сільська громада
- Тернівська сільська громада

## Список радСмілянського району
| №  | Назва                         | Центр            | Населені пункти                                 | Площа км² | Місце за площею | Населення (2001), осіб | Місце за населенням |
| -- | ----------------------------- | ---------------- | ----------------------------------------------- | --------- | --------------- | ---------------------- | ------------------- |
| 1  | Голов'ятинська сільська рада  | с. Голов'ятине   | с. Голов'ятине с. Гуляйгородок с. Малий Бузуків |           |                 | 1006                   | 15                  |
| 2  | Залевківська сільська рада    | с. Залевки       | с. Залевки                                      |           |                 | 591                    | 22                  |
| 3  | Костянтинівська сільська рада | с. Костянтинівка | с. Костянтинівка с. Будки с. Плоске             |           |                 | 5822                   | 1                   |
| 4  | Макіївська сільська рада      | с. Макіївка      | с. Макіївка с. Буда-Макіївка                    |           |                 | 1648                   | 9                   |
| 5  | Носачівська сільська рада     | с. Носачів       | с. Носачів с. Ленінське                         |           |                 | 1828                   | 8                   |
| 6  | Пастирська сільська рада      | с. Пастирське    | с. Пастирське с-ще Богунове                     |           |                 | 1161                   | 11                  |
| 7  | Плескачівська сільська рада   | с. Плескачівка   | с. Плескачівка с. Шевченка                      |           |                 | 1103                   | 14                  |
| 8  | Самгородоцька сільська рада   | с. Самгородок    | с. Самгородок                                   |           |                 | 585                    | 23                  |
| 9  | Санжариська сільська рада     | с. Санжариха     | с. Санжариха                                    |           |                 | 651                    | 21                  |
| 10 | Сунківська сільська рада      | с. Сунки         | с. Сунки                                        |           |                 | 1328                   | 10                  |
| 11 | Ташлицька сільська рада       | с. Ташлик        | с. Ташлик с-ще Степок                           |           |                 | 1940                   | 7                   |

* Примітки: м. — місто, с-ще — селище, смт — селище міського типу, с. — село